# 兼平綱則
兼平 綱則（かねひら つなのり）は、安土桃山時代から江戸時代前期にかけての武将。津軽氏の家臣。森岡信元・小笠原信浄と並ぶ大浦三老の一人。

## 略歴
兼平氏は、大浦氏当主・大浦盛信の弟である父・兼平盛純が兼平村（現在の弘前市兼平）を領し、そこに館（兼平館）を構え、兼平を姓としたことに始まる。
大浦三老の一人として、大浦為信（津軽為信）に尽力し、数々の武功を上げた。参陣した主な戦としては和徳城攻め・浪岡城攻め・大光寺城攻め・天正7年（1579年）7月4日の六羽川合戦・田舎館城攻めがある。
慶長19年（1614年）に隠居するが、その後も重大な政事には関与した。元和5年（1619年）7月、信濃国川中島藩への国替えの内示が来た際には、綱則が登城し、断固反対したと伝わる。
子・信秋、孫・信孝も津軽氏の家老職を務めている。